# Sophie Lee
Sophie Elizabeth Lee (* 7. August 1968 in Newcastle, New South Wales) ist eine australische Schauspielerin und Autorin.

## Leben und Karriere
Sophie Lee wurde in Newcastle geboren. Sie wuchs ohne Fernsehen auf, weil ihr Vater darin einen schädlichen Einfluss auf die geistige Entwicklung sah. Zunächst besuchte sie die Volksschule in Dudley, Newcastle. Danach wechselte die Nicht-Katholikin auf die katholische St. Mary’s Convent School.
Im Alter von 18 Jahren zog Sophie Lee nach Sydney, um Karriere zu machen. Zunächst arbeitete sie als Model in Australien und Japan. Als sie in den frühen 1990er Jahren regelmäßig für den Fernsehsender GTV-9 arbeitete, zog sie nach St Kilda in Victoria. 1991 debütierte sie vor der Kamera in der (auch im deutschsprachigen Raum bekannten) Fernsehserie Die fliegenden Ärzte (The Flying Doctors). Im deutschsprachigen Raum wurde sie vor allem bekannt durch ihre Darstellung der Braut Tania Degano in der 1994 entstandenen Tragikomödie Muriels Hochzeit (Muriel's Wedding). Sophie Lee spielte Saxophon in der australischen Popgruppe „Freaked Out Flower Children“, die 1991 ihr Hitalbum „Love In“ aufnahm und mit der Single Spill the Wine in den Charts landete. Sophie Lee trat auch in vielen Theateraufführungen auf, beispielsweise mit der „Sydney Theatre Company“.
Von 1994 bis 2000 war Sophie Lee die Lebensgefährtin des australischen Comedian und Autors Mick Molloy, in dessen Radioshow sie regelmäßig Gast war. Seit dem 1. März 2002 ist sie mit Anthony Freedman verheiratet, mit dem sie eine Tochter und zwei Söhne hat.

## Filmografie (Auswahl)

### Filme
- 1993 Typhon's People
- 1994 Muriels Hochzeit (Muriel's Wedding)
- 1997 The Hostages
- 1997 The Castle
- 1999 Holy Smoke
- 2000 Bootmen
- 2002 Mimi

### Fernsehserien
- 1991 Die fliegenden Ärzte (The Flying Doctors)
- 2000 Something in the Air
- 2004 Stingers
- 2006–2007 Black Jack